# Orbitulites
Orbitulites es un género de foraminífero bentónico considerado como nomen nudum e invalidado, aunque también considerado un sinónimo posterior de Orbitolites de la subfamilia Soritinae, de la familia Soritidae, de la superfamilia Soritoidea, del suborden Miliolina y del orden Miliolida. Su rango cronoestratigráfico abarca desde el Jurásico hasta el Oligoceno.

## Clasificación
Orbitulites incluía a las siguientes especies:
- Orbitulites africanus †
- Orbitulites angulata †
- Orbitulites apertus †
- Orbitulites cassianicus †
- Orbitulites circumvulvata †, considerado sinónimo posterior de Orbitopsella praecursor
- Orbitulites complanata †
- Orbitulites concava †
- Orbitulites convexoconvexa †
- Orbitulites creplinii †
- Orbitulites incertus †
- Orbitulites lenticularis †
- Orbitulites lenticulata †
- Orbitulites macropora †
- Orbitulites marginatus †
- Orbitulites nummuliformis †
- Orbitulites pharaonum †
- Orbitulites praecursor †, aceptado como Orbitopsella praecursor
- Orbitulites pratii †, aceptado como Discocyclina pratti
- Orbitulites roneana †
- Orbitulites radians †, aceptado como Actinocyclina radians
- Orbitulites tenuissimus †, considerado sinónimo posterior de Discospirina italica
- Orbitulites texanus †, aceptado como Orbitolina texana